# Верхнелухменское сельское поселение
Верхнелухменское се́льское поселе́ние — упразднённое муниципальное образование в Инсарском районе Мордовии Российской Федерации.
Административный центр — село Верхняя Лухма.

## История
Статус и границы сельского поселения установлены Законом Республики Мордовия от 28 декабря 2004 года № 119-З «Об установлении границ муниципальных образований Инсарского муниципального района, Инсарского муниципального района и наделении их статусом сельского поселения, городского поселения и муниципального района».
Упразднено в 2020 году с включением всех населённых пунктов в Кочетовское сельское поселение (сельсовет).

## Население
| 2002 | 2010 | 2012 | 2013 | 2014 | 2015 | 2016 |
| ---- | ---- | ---- | ---- | ---- | ---- | ---- |
| 447  | ↘323 | ↘304 | ↘275 | ↘262 | ↘249 | ↘246 |
| 2017 | 2018 | 2019 | 2020 |      |      |      |
| ↘228 | ↘220 | ↘209 | ↘198 |      |      |      |

## Состав сельского поселения
| № | Населённый пункт     | Тип населённого пункта | Население |
| - | -------------------- | ---------------------- | --------- |
| 1 | Верхняя Лухма        | село                   | ↘294      |
| 2 | Кириклеевский Майдан | село                   | ↘29       |